# Олеандрови
Олеандрови (Apocynaceae, наричат се още и Тойнови) са семейство покритосеменни растения, включващо билки, храсти, дървета и лиани. Семейството наброява около 1500 вида, отделени в 424 рода. Много от дървесните видове в семейството са характерни за тропическите дъждовни гори, но повечето са разпространени в тропиците и субтропиците. В умерените климатични зони има и множество билки и треви от семейство Олеандрови.